# Ричард, Тайрелл
Тайрелл Ричард (англ. Tyrell Richard; род. 4 августа 1997) — американский спортсмен-легкоатлет, спринтер.

## Биография
На чемпионате мира 2019 получил две золотые награды. Первое «золото» было получено в смешанной эстафете 4×400 метров, приняв участие в забеге вместе с Джессикой Бейда, Жасмин Блокер и Оби Игбокве, первого в истории мирового рекорда в смешанной эстафете 4×400 метров (3.12,42). Этот рекорд продержался один день. На следующий день, в финале дисциплины, американский квартет в составе Уилберта Лондона, Эллисон Феликс, Кортни Около и Майкла Черри превзошел это достижение почти на 3 секунды (3.09,84). Вторая золотая награда была за участие в забеге мужской эстафеты 4×400 метров.